# 히든 팜스
히든 팜스(Hidden Palms)는 2007년 5월 30일부터 7월 4일까지 The CW에서 방영된 텔레비전 드라마이다.